# Ozirhincus trichatus
Ozirhincus trichatus är en tvåvingeart som beskrevs av Edwin Möhn 1968. Ozirhincus trichatus ingår i släktet Ozirhincus och familjen gallmyggor.
Artens utbredningsområde är Syrien. Inga underarter finns listade i Catalogue of Life.